# متحف حرز الله للتصوير الضوئي
متحف حرز الله للتصوير الضوئي هو متحف تونسي تاريخي خاص يقع في مدينة المنستير.

يحتوى هذا المتحف الخاص على مجموعة من 900 آلة تصوير من أحجام وفترات مختلفة، ومجموعة ألوان وصور فوتوغرافية وكذلك حوالي 4000 بطاقة بريدية لتونس القديمة.

## روابط خارجية
- تقرير حول المتحف على قناة الجزيرة.